# Justus Gaule

Justus Gaule im Jahr 1914

Justus Georg Gaule (* 4. November 1849 in Darmstadt; † 25. Juni 1939 in Zürich) war ein deutscher Mediziner und Physiologe. Er gehörte zu den Begründern der Antialkoholbewegung.

## Leben

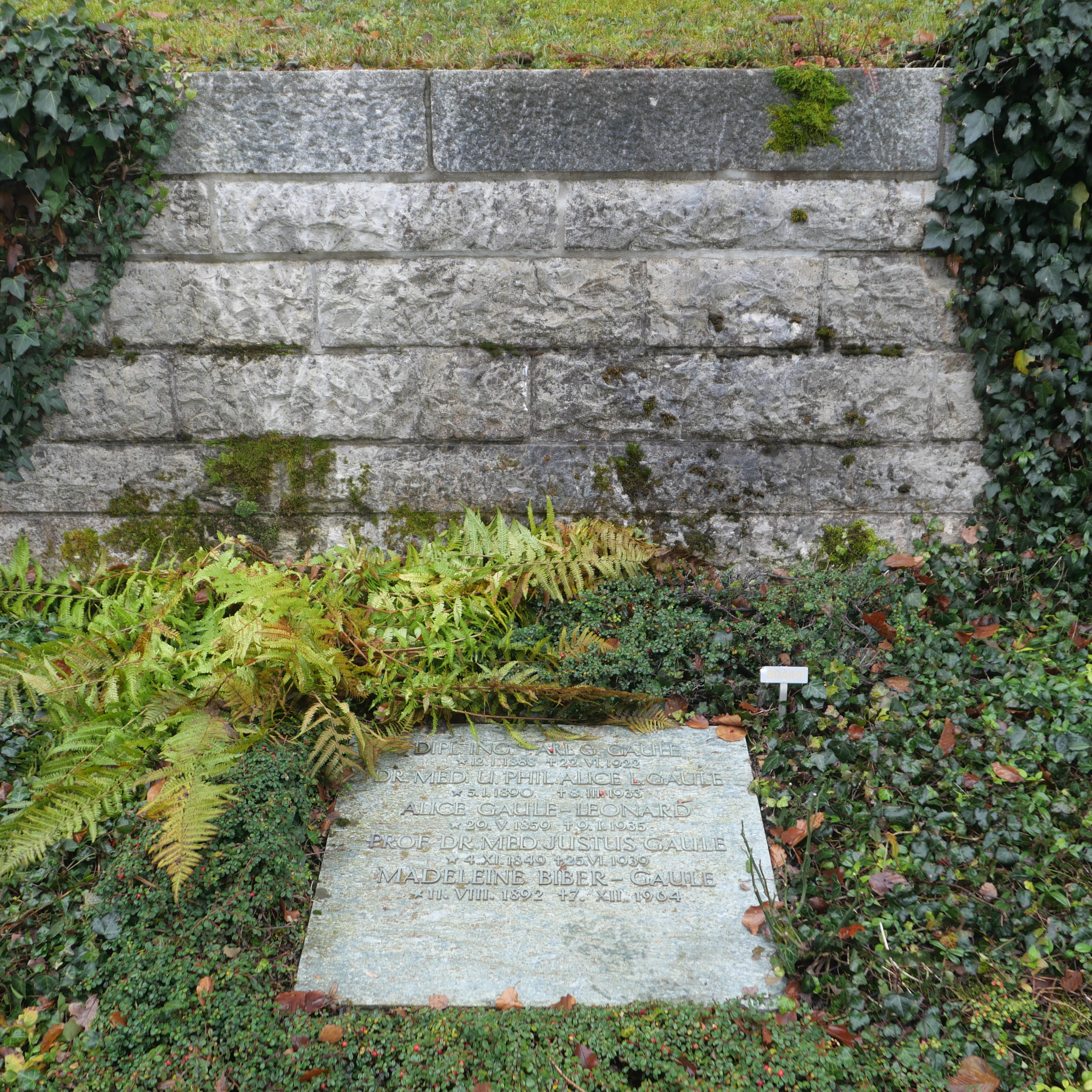
Das Familiengrab

Justus Gaule studierte an der Ruprecht-Karls-Universität Heidelberg und der Friedrich-Wilhelms-Universität zu Berlin Medizin und wurde 1874 in Heidelberg promoviert. Er verbrachte seine Assistentenzeit von 1877 bis 1878 am Physiologischen Institut in Straßburg und von 1878 bis 1885 bei Carl Friedrich Wilhelm Ludwig in Leipzig, wo er sich 1878 für Physiologie und Histologie habilitierte.
Im Jahr 1886 folgte er einem Ruf der Universität Zürich und wirkte in der Folge bis 1910 als ordentlicher Professor der Physiologie und Direktor des Physiologischen Institutes.
Justus Gaule, dessen Forschungsschwerpunkt im Bereich des Nervensystems lag, gehörte mit Gustav von Bunge und Auguste Forel zu den Begründern der Antialkoholbewegung.
Am 21. August 1886 wurde er unter der Präsidentschaft des Physikers Hermann Knoblauch in der Sektion Physiologie unter der Matrikel-Nr. 2616 als Mitglied in die Kaiserliche Leopoldino-Carolinische Deutsche Akademie der Naturforscher aufgenommen und 1887 wurde er Mitglied der Naturforschenden Gesellschaft in Zürich.
Gaule hat seine letzte Ruhestätte auf dem Friedhof Fluntern gefunden. In dem Grab sind auch seine aus den USA stammende Frau Alice, geb. Leonard (1859–1935), die ebenfalls Ärztin war, die Tochter Alice (1890–1933), die als erste Frau an der ETH Zürich in Chemie promovierte, der Sohn Karl (1888–1922), der Ingenieur war, und die Tochter Madeleine Biber-Gaule (1892–1964) bestattet.

## Schriften
- Kritik der Erfahrung vom Leben. Erster Band: Analyse. Hirzel, Leipzig 1906 (Digitalisat)
- Kritik der Erfahrung vom Leben. Zweiter Band: Synthese. Hirzel, Leipzig 1909